# 劉嘉玲
劉嘉玲（1965年12月8日—），香港女演員，1983年出道。曾憑《阿飛正傳》（1991）獲法國南特影展最佳女主角、憑《好奇害死貓》（2007）獲金鸡奖最佳女主角、憑《狄仁傑之通天帝國》（2011）獲金像奖最佳女主角。

## 生平

### 背景
劉嘉玲祖父劉積，廣西容縣楊梅鎮妙陽村人，婚後1935年隻身「下南洋」到泰國，1938年在抗日戰爭廣州戰役前夕把妻子接到泰國。劉嘉玲父親劉桂明（1940-2006）是次子，第2代泰國華僑。1955年，劉桂明成為中華人民共和國的歸國華僑，經僑聯協調，在廣州讀初中，在蘇州讀高中。1964年，劉桂明與蘇州畫師王馥梅（1944-）结婚。
1965年，劉嘉玲在蘇州出生。文革期間，劉嘉玲父親因泰国华侨身分經受冲击，住屋被封，母亲衣服全部剪掉。因外公和母親都是畫師，劉嘉玲曾在蘇州学三年工筆畫，因为性格好动，没有繼續，又在少年宫學習三年话剧。1976年，劉桂明移居香港，1978年妻子、劉嘉玲和胞弟劉嘉勇亦跟隨。

### 演藝生涯
1982年，劉嘉玲考入无线电视艺员训练班。同期同學有劉青雲、吳君如、藍潔瑛等。1983年畢業後，在數部劇集擔任跑龍套後，便隨即獲得重用。1984年，她於《新紮師兄》一劇擔任女主角而走紅；1986年，劉嘉玲首度接拍成龙独立制片電影《扭计杂牌军》再一举成名。電視劇《義不容情》中的倪楚君一角見證其演技越漸成熟。1988年，因與梁朝偉合演舞台劇《花心大丈夫》而擦出愛火。
1990年起，劉嘉玲離開無綫電視投身電影圈，在香港電影圈全盛時期的90年代初期拍攝不少電影作品。當中她以《說謊的女人》首次獲提名香港電影金像獎「最佳女主角」；其後的演出包括《海上花》、《阮玲玉》，及至喜劇作品《射鵰英雄傳之東成西就》。
劉嘉玲1991年出演《阿飛正傳》，角色「咪咪」可说是将她个人魅力发挥到极致，為她奪得電影上的第一个奖项——法国南特三大洲电影节最佳女主角奖。劉嘉玲亦憑《阿飞正传》獲提名香港電影金像獎及台灣金馬獎的「最佳女主角」，但最終卻分別敗給鄭裕玲和張曼玉。此外《金枝玉葉》中的「玫姐」、《東邪西毒》中的桃花、《大内密探零零發》中的發嫂，都是劉嘉玲頗受大眾喜愛的銀幕角色。1998年，她主演同志片《自梳》，榮獲香港電影金紫荊獎最佳女主角。到了後期的《無間道II》、《2046》，也有不俗表現。
2007年，劉嘉玲憑電影《好奇害死貓》獲得第26屆中國電影金雞獎最佳女主角，首獲「影后」殊榮肯定。
2011年4月17日，經過5次提名後，第6次憑《狄仁傑之通天帝國》中武則天一角，獲得第30屆香港電影金像獎最佳女主角獎。
2012年，在姜文電影《讓子彈飛》中饰演風情萬種的縣長夫人，入圍了第48屆金馬獎、第31屆香港電影金像獎、第五屆亞洲電影大獎最佳女配角。
2013年，劉嘉玲憑電影《過界》入圍康城影展「一種關注」單元。
2014年劉嘉玲憑電影《狄仁傑之神都龍王》入圍第33屆香港電影金像獎最佳女配角。同年三月，憑藉《過界》獲得大阪亞洲電影節「最佳女主角」，並且在「酩悅亞洲電影特別大獎頒獎禮」中獲得傑出亞洲演員大獎。
2014年7月18日起，英皇娛樂製作的大型舞台劇《杜老誌》在香港演藝學院上演，這是劉嘉玲繼2000年演出舞台劇《煙雨紅船》後，再次演出舞台劇。劉嘉玲也憑舞台劇《杜老誌》首次入圍，便成功獲得第24屆香港舞台劇最佳女主角。
2015年起，成立了時裝品牌Anirac，紅酒品牌+0，還有餐廳、酒吧、面膜等等。
2024年，為江蘇衛視主持節目《嘉人自友約》。

## 事件

### 綁架案
1990年，劉嘉玲因為推辭黑社會投資的電影，被4名大漢擄走，被迫拍裸照以作教訓。2002年10月30日，英皇集團旗下《東周刊》第521期刊登某女星被拍裸照，引發軒然大波。同年11月2日，《東周刊》在各界壓力下宣布無限期停刊（五个月後由星島集團收購並復刊）。11月3日，香港演藝界發起集會行動抗議《東周刊》，劉嘉玲現身發言：「我比我想像中更加坚强。」獲得民眾與輿論大力支持與尊敬。她隨後再發表題為「我會堅強活下去」的書面聲明。
2009年，雜誌前總編輯蒙漢明因此事件最終被法庭判刑，入獄5個月。

### 歌頌東方紅
2013年7月28日，劉嘉玲在新浪微博貼出一張在北京天安門前的留影照片，頭頂毛澤東像，配文寫道：「48年……我終於來到了這裏！東方紅，我心中的太陽！」引發大量負面評論，令她當晚再发微博表示“很多时候，那些事情很简单，复杂的是自己的大脑，让生活简单化，想法单纯化，心情就会轻盈起来。”她在回应《苹果日报》采访时稱：“很小的时候就很期待在天安门广场拍张照，拍照时想起了《东方红》这首歌曲，才有感而发在微博上写下这句歌词，我无意吹捧任何人，大家别想太多。”

## 個人生活
劉嘉玲與丈夫梁朝偉同樣熱愛運動，包括水上電單車、潛水等，劉嘉玲還試過於瑞士跳傘。
劉嘉玲從1988年與梁朝偉交往，至2008年結婚，從未正式宣布分手，但期間幾度傳出情變，且各自有過緋聞對象。
1983年，18岁的刘嘉玲在广告公司任職時，初戀對象是其上司、廣告界名人李林富，但後來發現對方已婚。劉嘉玲在2008年的採訪中说：“起初完全不知道他结了婚，知道的时候已经太迟了，我每一次恋爱都很投入，那时他的太太不在香港，他间中得去探望家人，我心里便会不舒服。后来他的太太也知道了，结果事情闹大了，我没有去面对，他有去面对。我很幸运第一个认识的男人是他，他教了我很多，当时我很害怕失去他，他把我照顾得很好。”1986年，劉嘉玲認識許晉亨後與李林富分手。
1985年，有傳劉嘉玲和林俊贤地下情，最後男方因不想影响女方事业退出娱乐圈。林俊贤的乾弟弟胡杰曾表示兩人直到1992年才無疾而終：“林俊贤和刘嘉玲当时都是新人，手上的工作都比较多，而刘嘉玲更是在无线训练班12期中艷冠群芳，在工作上林俊贤非常迁就她，由於两人是地下情，不便曝光，林俊贤更是捨弃了自己的前途，甘愿为了女友退出了影视圈。当时有媒体报道1989年的时候刘嘉玲与梁朝伟开始谈恋爱，其实那只是配合TVB的宣传做的表面功夫，私底下刘嘉玲和林俊贤仍然是一对，但是在林退出圈內之后两人聚少离多，最后无疾而终。”但林俊贤在採訪中稱和劉嘉玲只是拍戲搭檔，並不是因為她才退出娛樂圈。
1986年，刘嘉玲在吴君如介绍下认识了香港船王許愛周之孫許晉亨，開始同居。1987年3月一个记者会上，刘嘉玲單方面宣布即將舉行婚禮。许家對婚訊表示不知情，许晋亨則表示：“还没有定下来，我确实和嘉玲谈过，但是没有具体时间。”1988年4月，许晋亨宣布取消婚约，同年兩人分手。
1993年，刘嘉玲与香港商人罗兆辉传出绯闻，兩人被拍到半夜在跑马地街头拥吻，更传罗兆辉为其离婚。2000年12月，罗兆辉因生意失败自杀未遂，刘嘉玲被问到会否探望他时，回答：“关我什麽事！”2002年，羅兆辉在采访中表示：「嘉玲得知我因生意失败自杀，还不是说要同我划清界限？唉！算啦，没所谓啦。」
2000年5月，《壹周刊》爆出刘嘉玲结交旧爱李林富儿子李兆文，两人共游泰国，更趁梁朝伟去日本东京影展之际一起过夜，令梁朝伟一怒之下搬离梅道爱巢，回到母亲位于香港西贡的寓所。2000年12月7日午夜12时，梁朝伟在酒店为她开生日派对庆祝，舉止親密让媒体拍照，以证明两人情未变。2001年2月，刘嘉玲再次被拍到与李兆文幽会，3月又传出她与许晋亨旧情复燃。当月，梁朝伟再次搬离爱巢。2001年5月，梁朝伟搬回与刘嘉玲同住。6月，两人再次传出情变消息，刘嘉玲与旧男友许晋亨结伴到日本看世界杯，而不理会梁朝伟在6月27日的生日。9月，两人再度分居。2002年11月3日，香港500多名演艺界人士集会抗议《東周刊》，梁朝伟站在刘嘉玲身后。2003年，刘嘉玲跟梁朝伟搬进位于跑马地半山的利安阁爱巢。
2007年，台灣富商郭台銘公開追求劉嘉玲，接受採訪坦言两人“最近才开始”，“我对刘嘉玲是认真的”，而刘嘉玲表示梁朝伟“亦知情”。兩人最後以劉嘉玲一句「我配不上你」結束。
此外，劉嘉玲還和新闻播报员尹锦辉，导演钮承泽，演员胡军，台湾商人孙道存，演员张瑞哲，内地商人景百孚等传出绯闻，也曾和邓霓仪传出同性绯闻，大多被當事方否認。

## 演出作品

### 電視劇（無綫電視）
| 年份   | 劇名                         | 角色                     | 合作演員 |
| ------ | ---------------------------- | ------------------------ | --- |
| 1983年 | 射鵰英雄傳                   | 婢 女                    | 黃日華、翁美玲、苗僑偉、楊盼盼                                                                                         |
| 1983年 | 冤鬼再見                     | -                        | |
| 1983年 | 鬼咁夠運                     | -                        | |
| 1983年 | 北斗雙雄                     | -                        | 周潤發、梁朝偉、任達華、陳秀珠、姚煒                                                                                   |
| 1983年 | 神鵰俠侶                     | -                        | 劉德華、陳玉蓮、梁家仁、歐陽佩珊                                                                                       |
| 1984年 | 香港八四                     | -                        | 黃新、梁葆貞、梁仲芬                                                                                                   |
| 1984年 | 鐵面包公                     | 包 玲                    | 盧海鵬、黃日華 |
| 1984年 | 再版人                       | 鍾潔儀                   | 梁朝偉、馮粹帆、陳欣健、任達華、歐陽佩珊                                                                               |
| 1984年 | 畫出彩虹                     | 醫護人員(第15集）        | 詹秉熙、張曼玉、呂良偉、劉青雲                                                                                         |
| 1984年 | 超越愛情線                   | Amy                      | 黃日華、藍潔瑛 |
| 1984年 | 鹿鼎記                       | 方 怡                    | 梁朝偉、劉德華、毛舜筠、周秀蘭、景黛音、商天娥                                                                         |
| 1984年 | 青鋒劍影                     | 蝶 舞                    | 苗僑偉、莊靜而、楊盼盼                                                                                                 |
| 1984年 | 新紮師兄                     | 張嘉汶                   | 梁朝偉、張曼玉、劉青雲、呂方                                                                                           |
| 1985年 | 江湖浪子                     | 阮紅葉                   | 黃日華 |
| 1985年 | 新紮師兄續集                 | 張嘉汶                   | 梁朝偉、周潤發、曾華倩、戚美珍、劉青雲、呂方、任達華                                                                   |
| 1985年 | 錯體姻緣                     | 古瑞珊                   | 呂良偉、李司棋 |
| 1985年 | 楊家將                       | 柴郡主(楊六娘)           | 吳鎮宇、苗僑偉、黃日華、劉德華、梁朝偉、湯鎮業、歐陽佩珊、商天娥、毛舜筠、龔慈恩、戚美珍、謝寧、曾華倩、楊盼盼、周海媚 |
| 1985年 | 皇上保重                     | 孫福如                   | 劉德華、劉青雲、邵美琪                                                                                                 |
| 1985年 | 我愛伊人                     | 香伊人                   | 劉丹、李香琴 |
| 1985年 | 後生可畏                     | 趙潔瑩                   | 黃日華、湯鎮業 |
| 1986年 | 流氓大亨                     | 林月明                   | 萬梓良、鄭裕玲、吳啟華、周海媚                                                                                         |
| 1986年 | 黃金十年                     | 董亦寧                   | 張兆輝、戚美珍、石修、曾華倩                                                                                           |
| 1987年 | 杜心五                       | 郭 鳳                    | 鄭少秋、任達華 |
| 1987年 | 新紮師兄1988                 | 張嘉汶                   | 梁朝偉、邱淑貞、曾華倩、鄧萃雯、呂方、林嘉華                                                                           |
| 1988年 | 豪情                         | 方穎川                   | 呂良偉、林俊賢、曾華倩                                                                                                 |
| 1988年 | 檸檬丈夫                     | 曾海恩                   | 廖偉雄、黎美嫻 |
| 1988年 | 鬥氣一族                     | 劉嘉玲(第十七集客串演出) | 周星馳、吳君如、夏雨、盧宛茵、李家聲、羅明珠                                                                           |
| 1989年 | 上海大風暴                   | 余婷/橫田秋子            | 林俊賢、吳鎮宇 |
| 1989年 | 義不容情                     | 倪楚君                   | 黃日華、溫兆倫、周海媚、邵美琪、商天娥                                                                                 |
| 1989年 | 香港雲起時                   | 朱淑敏                   | 吳鎮宇、王書麒 |
| 1990年 | 同居三人組                   | 林安琪(客串第91-94集)    | 郭晉安、李國麟 、李家聲、梁佩瑚、商天娥、黄寶欣                                                                        |
| 1992年 | 現代愛情戀曲(也許當時年紀少) | 嫦滿                     | 張學友 |
| 1992年 | 摩登小男人                   | Eva                      | 鄭丹瑞 |

### 電視劇 （臺灣）
| 年份   | 劇名         | 角色             |
| ------ | ------------ | ---------------- |
| 1997年 | 侬本多情     | 香雪儿           |
| 2001年 | 多桑與紅玫瑰 | 劉慧芳（紅玫瑰） |
| 2019年 | 一生情緣     | 張慧玉           |

### 電視劇（亞洲電視）
| 年份   | 劇名     | 角色   |
| ------ | -------- | ------ |
| 1996年 | 花幟     | 杜晚晴 |
| 2000年 | 影城大亨 | 雷夢華 |

### 電視劇（中國大陸）
| 年份   | 劇名           | 角色   |
| ------ | -------------- | ------ |
| 2005年 | 一江春水向东流 | 王丽珍 |
| 2018年 | 天乩之白蛇傳說 | 西王母 |
| 2020年 | 情深缘起       | 顧曼璐 |

### 電影
| 年份   | 片名                             | 合作演員                                               | 角色                 |
| ------ | -------------------------------- | ------------------------------------------------------ | -------------------- |
| 1986年 | 《扭计杂牌军》                   | 惠英红、张冲                                           | Bonnie               |
| 1987年 | 《龍兄虎弟》                     | 譚詠麟                                                 | 客串                 |
| 1987年 | 《A計畫續集》                    | 成龍、張曼玉                                           | 秋 玲                |
| 1987年 | 《江湖情》                       | 刘德华、周润发、譚詠麟、万梓良                         | 劉寶兒               |
| 1987年 | 《英雄好漢》                     | 刘德华、周润发、万梓良                                 | 劉寶兒               |
| 1988年 | 《精裝追女仔2》                  | 陳百祥、曾志偉、馮淬帆                                 | 芳 芳                |
| 1988年 | 《丑探七個半》                   | 泰迪罗宾、曾志伟、張小燕                               |                      |
| 1988年 | 《群莺乱舞》                     | 鄭少秋                                                 |                      |
| 1988年 | 《杀出香港》                     | 狄威、楚原                                             | 莹 莹                |
| 1988年 | 《三人世界》                     | 林子祥、郑裕玲、关之琳                                 | 刘雅历               |
| 1989年 | 《說謊的女人》                   | 夏文汐、金燕玲、罗美薇、吴启华                         | 張嘉樂               |
| 1989年 | 《四千金》                       | 吕良伟、王小凤                                         | 郑小娟               |
| 1989年 | 《福星臨門》                     | 張學友、曾志偉、林敏驄                                 | 譚詠蓮               |
| 1989年 | 《福星闯江湖》                   | 吴耀汉、曾志伟、冯淬帆                                 | Banana               |
| 1989年 | 《轟天龍虎會》                   | 谷峰、萬梓良、劉德華                                   | 燕 虹                |
| 1990年 | 《皇家女將》                     | 洪金宝、梁家辉                                         | 黄家玲               |
| 1990年 | 《古惑大律师》                   | 梁家辉、张坚庭                                         | 陈小姐               |
| 1990年 | 《阿飞正传》                     | 張國榮、張曼玉、劉德華                                 | 咪 咪                |
| 1991年 | 《鸡鸭恋》                       | 任達華                                                 | 亞 紅                |
| 1991年 | 《上海假期》                     | 午马                                                   | 姚 丽                |
| 1991年 | 《豪门夜宴》                     | 曾志偉、鄭裕玲                                         | 粤剧名伶             |
| 1991年 | 《九一神鵰俠侶》                 | 劉德華、梅艷芳                                         | 宠物夫人             |
| 1991年 | 《阮玲玉》                       | 張曼玉、梁家輝                                         | 黎莉莉               |
| 1992年 | 《我愛扭紋柴》                   | 周润发                                                 | 莊素珊               |
| 1992年 | 《應召女郎1988之二現代應召女郎》 | 陳寶蓮、李子雄                                         | 华 女                |
| 1992年 | 《车神》                         | 任達華、吳孟達                                         | Laura                |
| 1993年 | 《神探干湿楼》                   | 李子雄                                                 | Wendy                |
| 1993年 | 《香港也疯狂》                   | 刘青云、歷蘇                                           | Shirley              |
| 1993年 | 《玫瑰玫瑰我爱你》               | 梁家輝、钟镇涛、叶玉卿、任達華、陈加玲                 | 陳寶珠               |
| 1993年 | 《歲月風雲之上海皇帝》           | 呂良偉、郑则仕、徐锦江                                 | 老 六                |
| 1993年 | 《上海皇帝之雄霸天下》           | 呂良偉、郑则仕、徐锦江                                 | 老 六                |
| 1993年 | 《千王情人》                     | 梁家輝、曾江                                           | 阿 玲                |
| 1993年 | 《女儿当自强》                   | 罗美薇、毛舜筠                                         | 蔣敏華（Winnie）     |
| 1993年 | 《太子傳說》                     | 張學友、關之琳                                         | 菁 菁                |
| 1993年 | 《射鵰英雄傳之東成西就》         | 張國榮、林青霞、張曼玉、梁家輝、張學友、梁朝偉、鍾鎮濤 | 周伯通               |
| 1993年 | 《天台的月光》                   | 梁家輝、葉玉卿                                         | 客串                 |
| 1993年 | 《新難兄難弟》                   | 梁家輝、梁朝偉、楚原                                   | 屈罗娜               |
| 1993年 | 《新不了情》                     | 劉青雲、袁詠儀                                         | Tracy                |
| 1994年 | 《金枝玉葉》                     | 張國榮、袁詠儀                                         | 玫 瑰                |
| 1994年 | 《東邪西毒》                     | 張國榮、梁家輝、林青霞                                 | 桃 花                |
| 1994年 | 《六指琴魔》                     | 林青霞、元彪                                           | 譚月華               |
| 1996年 | 《大內密探零零發》               | 周星馳、李若彤、劉以達                                 | 嘉玲姐（零零發之妻） |
| 1996年 | 《金枝玉葉2》                    | 張國榮、袁詠儀、梅艷芳                                 | 玫 瑰                |
| 1997年 | 《自梳》                         | 楊采妮、歸亞蕾、李綺虹                                 | 玉 環                |
| 1998年 | 《海上花》                       | 梁朝偉、羽田美智子、李嘉欣                             | 周双珠               |
| 1998年 | 《新戀愛世紀》                   | 黎明、舒淇                                             | 美 穗                |
| 2001年 | 《靚女差館》                     | 陈奕迅、林晓峰、何嘉莉、徐子淇、李珊珊                 | 雷长官               |
| 2001年 | 《绝世好Bra》                    | 劉青雲、古天樂、梁詠琪                                 | Samantha             |
| 2002年 | 《絕世好B》                      | 劉青雲、古天樂、梁詠琪                                 | Samantha             |
| 2003年 | 《無間道II》                     | 黃秋生、曾志偉、陳冠希                                 | Mary                 |
| 2003年 | 《無間道III終極無間》            | 劉德華                                                 | Mary                 |
| 2004年 | 《2046》                         | 梁朝偉、王菲、木村拓哉、章子怡                         | Lulu/Mimi            |
| 2004年 | 《性感都市》                     | 張柏芝、朱茵、蒙嘉慧                                   | Selina               |
| 2004年 | 《七年很癢》                     | 劉青雲、应采儿、安志杰                                 | 张采冰               |
| 2006年 | 《好奇害死猫》                   | 胡軍、廖凡、宋佳                                       | 千 羽                |
| 2010年 | 《狄仁傑之通天帝國》             | 劉德華、李冰冰、梁家輝                                 | 武則天               |
| 2010年 | 《讓子彈飛》                     | 周潤發、姜文、葛優                                     | 县長夫人             |
| 2011年 | 《最強囍事》                     | 甄子丹、古天樂、張柏芝                                 | 戴夢妮               |
| 2013年 | 《狄仁傑之神都龍王》             | 趙又廷、馮紹峰、林更新                                 | 武則天               |
| 2013年 | 《過界》                         | 陳坤、田原、江美儀                                     | Anna                 |
| 2014年 | 《北京愛情故事》                 | 陳思誠、佟麗婭 、梁家輝                                | 佳 玲                |
| 2015年 | 《賭城風雲II》                   | 周潤發、張家輝、余文樂                                 | 莫愁(蒼井)           |
| 2015年 | 《開羅宣言》                     | 胡军、韩雪、马晓伟                                     | 宋美齡               |
| 2016年 | 《賭城風雲III》                  | 周潤發、張家輝、劉德華、張學友                         | 莫愁（蒼井）         |
| 2018年 | 《以青春的名義》                 | 謝君豪、吳肇軒、董瑋、余香凝                           |                      |
| 2018年 | 《我的情敵女婿》                 | 任達華、王菀之、衛詩雅、林盛斌、姜皓文、唐詩詠         |                      |
| 2018年 | 《阿修羅》                       | 梁家輝                                                 |                      |
| 2018年 | 《狄仁傑之四大天王》             | 趙又廷、馮紹峰、林更新                                 | 武則天               |
| 2019年 | 《大偵探霍桑》                   | 韩庚                                                   | 賈夫人               |
| 2019年 | 《媽閣是座城》                   | 白百何                                                 |                      |
| 2021年 | 《真．三國無雙》                 | 古天樂                                                 | 鑄劍堡堡主           |
| 2022年 | 《明日戰記》                     | 古天樂、劉青雲                                         | 譚冰                 |

### MV
| 年份   | 歌曲     | 主唱   | 專輯 |
| ------ | -------- | ------ | ---- |
| 2014年 | 第三人稱 | 蔡依林 | 呸   |

### 舞台剧
| 年份          | 舞台劇劇名     | 角色   |
| 1988年        | 《花心大丈夫》 |        |
| 2000年-2001年 | 《烟雨红船》   |        |
| 2014年-2015年 | 《杜老誌》     | 伍悅華 |
| 2018年        | 《奪命証人》   |        |
| 2024年-2025年 | 《香港式離婚》 | Laura  |

## 主持作品

### 主持/司儀
- 1980年代：歡樂今宵
- 1986年：白金巨星耀保良
- 1986年和1993年：萬千星輝賀台慶
- 1987年：第六屆新秀歌唱大賽
- 1989年：國際華裔小姐競選
- 1989年：生力啤香港競飲大賽1989
- 1989年：歡樂滿東華
- 1990年：星光熠熠耀保良
- 1991年：博愛歡樂傳萬家
- 1991年：佳人有約
- 1991年：彩月星輝慶團圓
- 1992年：華納十五週年演唱會
- 2024年：嘉人自友约

## 音樂作品

### 唱片
| 年份   | 專輯名稱     | 發行公司 |
| 1994年 | 《真情流露》 | 巨石音樂 |
| 1995年 | 《相信愛情》 | 巨石音樂 |
| 1996年 | 《情冷卻》   | 巨石音樂 |

### 未出碟單曲
- 2000年 《某年某月》、《忘不了情》
- 2013年 《終點的起點》

## 獎項

### 电影
| 年份 | 頒獎典禮                   | 獎項       | 電影                 | 角色        | 結果 |
| ---- | -------------------------- | ---------- | -------------------- | ----------- | ---- |
| 1990 | 第9届香港電影金像獎        | 最佳女主角 | 《說謊的女人》       | 張嘉樂      | 提名 |
| 1991 | 法國南特影展               | 最佳女主角 | 《阿飛正傳》         | 咪咪        | 獲獎 |
| 1991 | 第10届香港電影金像獎       | 最佳女主角 | 《阿飛正傳》         | 咪咪        | 提名 |
| 1991 | 第28屆金馬獎               | 最佳女主角 | 《阿飛正傳》         | 咪咪        | 提名 |
| 1992 | 第11届香港電影金像獎       | 最佳女主角 | 《雞鴨戀》           | 亞紅        | 提名 |
| 1996 | 第三屆香港電影評論學會大獎 | 最佳女演員 | 《大內密探零零發     | 嘉玲姐/發嫂 | 提名 |
| 1998 | 第3届香港電影金紫荊獎      | 最佳女主角 | 《自梳》             | 玉環        | 獲獎 |
| 1998 | 第17届香港電影金像獎       | 最佳女主角 | 《自梳》             | 玉環        | 提名 |
| 2003 | 第十屆香港電影評論學會大獎 | 最佳女主角 | 《無間道II》         | Mary        | 提名 |
| 2004 | 第23届香港電影金像獎       | 最佳女主角 | 《無間道II》         | Mary        | 提名 |
| 2004 | 第九屆香港電影金紫荆獎     | 最佳女主角 | 《無間道II》         | Mary        | 提名 |
| 2004 | 第四屆華語電影傳媒大獎     | 最佳女主角 | 《無間道II》         | Mary        | 提名 |
| 2006 | 第43屆金馬獎               | 最佳女主角 | 《好奇害死貓》       | 千羽        | 提名 |
| 2007 | 第16屆金雞百花電影節       | 最佳女主角 | 《好奇害死貓》       | 千羽        | 獲獎 |
| 2011 | 第30屆香港電影金像獎       | 最佳女主角 | 《狄仁傑之通天帝國》 | 武則天      | 獲獎 |
| 2011 | 第48屆金馬獎               | 最佳女配角 | 《讓子彈飛》         | 縣長夫人    | 提名 |
| 2012 | 第5屆亞洲電影大獎          | 最佳女配角 | 《讓子彈飛》         | 縣長夫人    | 提名 |
| 2012 | 第31屆香港電影金像獎       | 最佳女配角 | 《讓子彈飛》         | 縣長夫人    | 提名 |
| 2012 | 第13屆亞洲影評人協會獎     | 最佳女配角 | 《讓子彈飛》         | 縣長夫人    | 提名 |
| 2013 | 第66屆康城影展             | 最佳女主角 | 《過界》             | Anna        | 提名 |
| 2014 | 大阪亞洲電影節             | 最佳女主角 | 《過界》             | Anna        | 獲獎 |
| 2014 | 第33屆香港電影金像獎       | 最佳女配角 | 《狄仁傑之神都龍王》 | 武則天      | 提名 |
| 2018 | 第24屆香港電影評論學會大獎 | 最佳女演員 | 《以青春的名義》     | 葉若美      | 提名 |

### 其他荣誉
| 年份   | 獎項                                              | 結果 |
| ------ | ------------------------------------------------- | ---- |
| 2000年 | “HARRY WINSTON 最艷光四射大獎”                    | 獲獎 |
| 2000年 | “NOKIA 金裝性感女神”大獎                          | 獲獎 |
| 2000年 | 《煙雨紅船》“最佳千禧女演員獎”                    | 獲獎 |
| 2000年 | 曾三次獲得“香港十大傑出衣著人士”                  | 獲獎 |
| 2014年 | 中国保护大熊猫研究中心公益推广大使                | 獲獎 |
| 2014年 | 酩悅亞洲電影特別大獎頒獎禮“傑出亞洲演員大獎”      | 獲獎 |
| 2017年 | 光·影·香港夜大使                                  | 獲獎 |
| 2015年 | 第24屆香港舞台劇獎最佳女主角（悲/正劇）《杜老誌》 | 獲獎 |
| 2007年 | 第16屆金雞百花電影節形像大使                      | 獲獎 |
| 2012年 | 第五十五屆亞太影展評委                            | 獲獎 |
| 2014年 | 第八屆亞洲電影大奖評委                            | 獲獎 |
| 2017年 | 奥斯卡金像奖新成員                                | 獲獎 |
| 2018年 | 第十二屆亞洲电影大奖評委                          | 獲獎 |
| 2019年 | 第九屆北京國際電影節評委                          | 獲獎 |
| 2019年 | 第四屆澳門國際影展形像大使                        | 獲獎 |